# Rab Josef
Rab Josef (Rab Josef bar Chijja; † 333) war ein wichtiger Amoräer der 3. Generation.

## Biographie
Er war Schüler von Rab Huna und Rab Jehuda, wegen seiner umfassenden Kenntnis des traditionellen Gesetzes wurde er durch die Bezeichnung Sinai geehrt.
Nach Rabbahs	Tod soll er die Schule in Pumbedita geleitet haben. Ihm wird auch die Redaktion einer aramäischen (Teil-)Übersetzung der Bibel zugeschrieben; er ist auch als Merkaba-Mystiker bekannt.